# Црногорски одбор за народно уједињење
Црногорски одбор за народно уједињење (ЦОНУ) је био политичко тијело, основано 1917. године, које се залагало за уједињење Краљевине Црне Горе са Краљевином Србијом и другим јужнословенским областима, које су у то вријеме биле под аустроугарском влашћу. Када је почетком 1916. године Аустроугарска окупирала Црну Гору, дио црногорских политичких првака је успио емигрирати у савезничке земље, гдје су многи од њих развили политичку акцију у прилог уједињења Црне Горе и Србије. По угледу на раније основани Југословенски одбор, у Паризу је почетком 1917. године основан посебан Црногорски одбор за народно уједињење, на челу са Андријом Радовићем, бившим предсједником црногорске владе. Одбор је почео оснивати пододборе у разним мјестима и земљама, у којима је било Црногораца, а покренуо је и недјељни лист Уједињење, који је заступао идеју о народном и државном уједињењу, осуђујући у исто вријеме тадашњу политику краља Николе и његове емигрантске владе. Лист Уједињење излазио је у прво вријеме у Женеви, затим је пренијет у Париз, гдје је излазио до завршетка рата. Након историјских одлука Подгоричке скупштине о уједињењу, које су донијете у новембру 1918. године, челници Црногорског одбора за народно уједињење су се укључили у њихово спровођење, а лист Уједињење је крајем 1918. године престао излазити.

## Предсједник и чланови
Предсједник: Андрија Радовић, пређашњи министар председник и министар спољних послова и пређашњи члан државног савјета.
Чланови:
- Перо Вучковић, пређашњи министар просвјете и црквених послова и пређашњи ректор богословско-учитељске школе.
- Јанко Спасојевић, народни посланик, пређашњи министар правде и пређашњи члан великог суда.
- Данило Гатало, инспектор министарства војног и главни интендант црногорске војске и пређашњи министар војни.
- Милош Ивановић, члан обласног суда.[4]

Перо Вучковић се није слагао са оштрином писања листа Уједињење о краљу Николи, па је почетком јуна 1917. године изашао из Одбора. У јулу исте године именовани су нови чланови Одбора: Лука Пиштељић, свршени правник и публициста у Петрограду, Јован Ђурашковић, чиновник и бивши народни посланик, и Ристо Јојић, професор. Сви су чланови Одбора били црногорски држављани.